# 체이스 케일리시
체이스 타일러 케일리시(영어: Chase Tyler Kalisz, 1994년 3월 7일~)는 미국의 수영 선수로 주 종목은 개인혼영이다. 2020년 하계 올림픽 남자 개인혼영 400m 종목에서 금메달을 획득했으며 2016년 하계 올림픽 남자 개인혼영 400m 종목에서 동메달을 획득했다. 또한 2017년 세계 수영 선수권 대회에서 개인혼영 200m와 400m를 제패했다.

## 같이 보기
- 칼리시